# Tales from the Darkside: The Movie
Tales from the Darkside: The Movie (br: Contos da Escuridão)  é um filme de terror produzido nos Estados Unidos em 1990, escrito por Michael McDowell baseado nos contos "Lot No. 249" escritor por Arthur Conan Doyle e "The Cat from Hell" escritor por Stephen King foi dirigido por John Harrison. Foi baseado na série de televisão "Tales from the Darkside".  

## Sinopse
Três histórias separadas, ligadas por uma quarta história onde um garoto lê os três contos de terror, enquanto uma mulher planeja cozinhá-lo para o jantar. Na primeira história, adaptação de um conto de Arthur Conan Doyle, um estudante ressucita uma múmia, que passa a atacar estudantes. A segunda história, Um Gato do Inferno, é adaptação de um conto de Stephen King sobre um gato que não pode ser morto e faz várias vítimas. Na terceira história, um artista falido promete guardar segredo do encontro com um monstro e, em troca, poderá continuar vivo. As três histórias são episódios da série de TV.

## Elenco
- Deborah Harry ... Betty (wraparound story)
- Christian Slater ... Andy (segmento "Lot 249")
- David Johansen ... Halston (segmento "Cat From Hell")
- William Hickey ... Drogan (segmento "Cat From Hell")
- James Remar ... Preston (segmento "Lover's Vow")
- Rae Dawn Chong ... Carola (segmento "Lover's Vow")
- Matthew Lawrence ... Timmy (wraparound story)
- Robert Sedgwick ... Lee (segmento "Lot 249")
- Steve Buscemi ... Bellingham (segmento "Lot 249")
- Julianne Moore ... Susan (segmento "Lot 249")
- Robert Klein ... Wyatt (segmento "Lover's Vow")
- David Forrester ... Priest (wraparound story)
- Donald Van Horn ... Moving Man (segmento "Lot 249")
- Michael Deak... Mummy (segmento "Lot 249")
- George Guidall ... Museum Director (segmento "Lot 249")